# Salvatore La Barbera
Salvatore La Barbera (* 20. April 1922 in Palermo; † 17. Januar 1963) war ein hochrangiges Mitglied der sizilianischen Mafia.
Zusammen mit seinem Bruder Angelo La Barbera begann seine Karriere in der Mafia-Familie von Palermo zunächst mit kleineren Diebstählen. Er arbeitete sich u. a. durch Morde schnell in der Hierarchie nach oben und leitete mit seinem Bruder schließlich den einflussreichen Mafia-Clan Palermo Centro. Die La Barbera Brüder schufen einen der reichsten Mafia-Clans und kontrollierten einen Großteil des städtischen Bauprogramms in Palermo. Der Italiener Salvatore La Barbera war Mitglied der ersten Sizilianischen Mafia-Kommission von 1958 bis 1963. Salvatore La Barbera war ein Hauptakteur im Ersten Großen Mafiakrieg der Cosa Nostra, in dessen Verlauf er im Zuge einer Lupara bianca spurlos verschwand. Die Ermittlungsbehörden von Palermo vermuteten, dass Tommaso Buscetta seinen früheren Freund Salvatore La Barbera nach einem Vorschlag der Greco-Cousins ermordete und in einem Ofen der Glasfabrik der La Barberas verbrannte, was der spätere Pentito Buscetta jedoch leugnete.

## Filme und Dokumentationen
- 2007: Der Boss der Bosse (OT: Il capo dei capi): 6-teilige Serie über die sizilianische Cosa Nostra, in welcher die zweite Episode die Entführung und Ermordung La Barbera's aufzeigt.